# Adolphe Retté
Adolphe Retté, pseud. lit.: Harold Swan, Robert Abry (ur. 25 lipca 1863 w Paryżu, zm. 8 grudnia 1930 w Beaune) – francuski poeta i pisarz, związany z symbolizmem i anarchizmem.

## Zarys biograficzny
Syn protestanta i katoliczki, wychowywany przez dziadka, byłego rektora Uniwersytetu w Liège. Uczeń kolegium w Montbéliard, w zach. Francji.
W latach 1881–1886 służył w wojsku jako ochotnik, następnie osiadł w Paryżu, ożenił się i poświęcił się literaturze. W swoich poglądach skłaniał się w stronę anarchizmu. Opublikował też krytykę poezji Stéphane'a Mallarmégo.
W 1894 ożenił się po raz drugi i przeprowadził się do Guermantes pod Paryżem. Jego twórczość z tego okresu można uznać za prekursorską w stosunku do naturyzmu. W 1908 przeszedł na katolicyzm i odciął się od niektórych swoich dawniejszych tekstów.
Ostatnie lata życia spędził pod opieką sióstr dominikanek w Beaune.

## Ważniejsze dzieła

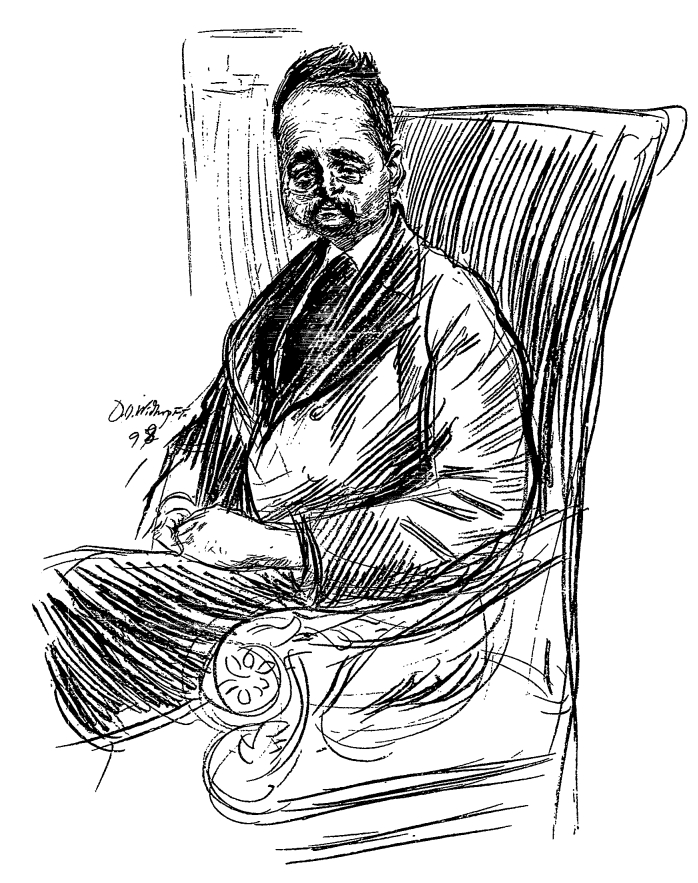
Adolphe Retté w karykaturze Dawida Widhopffa, 1898.

- Cloches en la nuit (zbiór poezji, 1889)
- Thulé des Brumes (proza, 1891)
- Arabesques (1899)
- La Seule Nuit (powieść, 1899)
- Le Symbolisme, anecdotes et souvenirs (1903)